# Чамжелька
Чамжелька — река в России, протекает по Томской области. Устье реки находится в 27 км по правому берегу реки Польта. Длина реки составляет 80 км, площадь водосборного бассейна 820 км².

## Данные водного реестра
По данным государственного водного реестра России относится к Верхнеобскому бассейновому округу, водохозяйственный участок реки — Обь от впадения реки Васюган до впадения реки Вах, речной подбассейн реки — Васюган. Речной бассейн реки — (Верхняя) Обь до впадения Иртыша.